# 94-я пехотная дивизия (вермахт)
94-я пехотная дивизия (нем. 94. Infanterie-Division) — тактическое соединение сухопутных войск вооружённых сил нацистской Германии периода Второй мировой войны.

## История
94-я пехотная дивизия была сформирована 17 сентября 1939 года на территории военного учебного центра «Цайтхайн» (4-й военный округ) во время 5-й волны мобилизации Вермахта. Предназначалась для Польской кампании, но не успела принять в ней участия.
Во время Французской кампании 94-я дивизия была на Западном фронте в резерве командования сухопутных сил.
Летом 1941 года дивизия приняла участие в операции «Барбаросса». 94-я пехотная дивизия в составе 51-го армейского корпуса отличилась в ходе Сталинградской битвы, захватив сталинградский элеватор, однако была практически полностью уничтожена в Промышленном районе Сталинграда.
94-я дивизия была вновь сформирована в феврале 1943 года. В апреле 1943 года дивизия была отправлена на Западный фронт в Бретань, а затем — в Италию, где ей было поручено разоружить итальянскую армию.
В октябре 1943 года 94-я пехотная дивизия на юге Италии с боями защищала линию Густава. Дивизия была уничтожена войсками союзников в апреле 1945 года.

## Местонахождение
- с сентября 1939 по май 1940 (Германия)
- с мая 1940 по июнь 1941 (Франция)
- с июня 1941 по февраль 1943 (СССР)
- с апреля 1943 по апрель 1945 (Италия)

## Подчинение
- 11-й армейский корпус 6-й армии группы армий «B» (июль 1942 — январь 1943)
- 76-й армейский корпус 10-й армии группы армий «C» (апрель 1943 — апрель 1945)

## Командиры
- генерал пехоты Гельмут Фолькман (17 сентября 1939 — 21 августа 1940)
- генерал-лейтенант Георг Пфейффер (21 августа 1940 — 2 января 1944)
- генерал-лейтенант Бернхард Штайнмец (2 января 1944 — 8 мая 1945)

## Состав
- 267-й гренадерский полк (Grenadier-Regiment 267)
- 274-й гренадерский полк (Grenadier-Regiment 274)
- 276-й гренадерский полк (Grenadier-Regiment 276)
- 194-й артиллерийский полк (Artillerie-Regiment 194)
- 194-й сапёрный батальон (Pionier-Bataillon 194)
- 194-й противотанковый дивизион (Panzerjäger-Abteilung 194)
- 194-й батальон связи (Nachrichten-Abteilung 194)
- 194-й отряд материального обеспечения (Nachschubtruppen 194)
- 194-й полевой запасной батальон (Feldersatz-Bataillon 194)